# Ankhesenpepi II
Ankhesenpepi II (anche Ankhesenmeryra II  o Ankhenesneferibra) (fl. XXIV-XXIII secolo a.C.) è stata una regina egizia della VI dinastia. Fu sposa dei faraoni Pepi I (2332 - 2287 a.C.) e Merenra I (2287 - 2278 a.C.) e madre di Pepi II (ca. 2278 - 2216/2184 a.C., dibattuto).

## Biografia
Ankhesenpepi II fu figlia del nobile Khui e di Nebet, prima donna visir della storia egizia. Sua sorella Ankhesenpepi I fu, come lei, sposa di Pepi I. Suo fratello Djau fu visir come la madre.

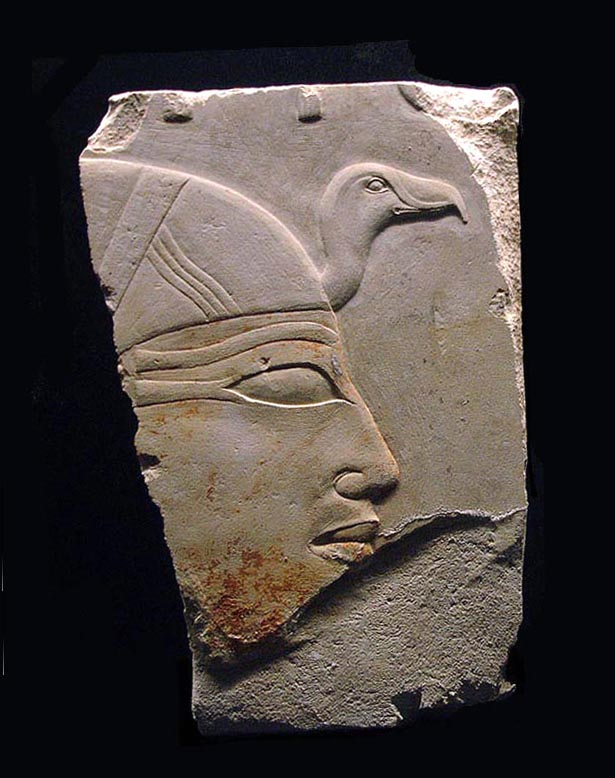
Bassorilievo con il profilo del viso di Ankhesenpepi II, rinvenuto nel suo tempio funerario. Imhotep Museum, Saqqara

Sia Ankhesenpepi II che sua sorella Ankhesenpepi I andarono in sposa al faraone Pepi I, il cui nome regale era Meryra; il nome con cui sono note fu determinato al momento del matrimonio, dato che significa La Sua Vita appartiene a Pepi/Meryra. Entrambe le sorelle diedero alla luce futuri re: Ankhesenpepi I generò Merenra I, che regnò per pochi anni, tra i due e i sette; il figlio di Ankhesenpepi II fu Pepi II, che successe a Merenra I alla morte di questi e godette di un regno lunghissimo (95 anni secondo Manetone; 65 secondo gli studiosi moderni).
Pepi II era un bambino o un ragazzino quando salì al trono. Vi sono testimonianze che indicano che Ankhesenpepi II svolse funzioni da reggente nei primi anni di regno del figlio. Una famosa statua in alabastro, conservata al Brooklyn Museum di New York, rappresenta la regina madre col faraone bambino seduto sulle sue ginocchia. Alcuni hanno ipotizzato che l'opera rappresenterebbe la madre e il figlio nelle vesti di Iside e Horus, iconografia molto comune nella statuaria egizia.
Inoltre è menzionata, insieme alla sorella regina, in una stele che il fratello Djau fece erigere ad Abido, oltre che nella sua piramide e in quella della regina Neith, sposa di Pepi II, a Saqqara. Compare inoltre in un decreto, sempre ad Abido. Una sua raffigurazione è stata scoperta nel Sinai, dove compare della stessa statura del regale figlio (segno di grande onore nell'arte egizia).

## Titoli
I suoi titoli in quanto regina furono: Grande dello Scettro-Hetes, Colei Che vede Horus e Seth, Grande di lodi, Sposa del Re-di Mennefer Meryra, Sposa del Re Sua Amata, Figlia del dio, Attendente del Grande, Compagna di Horus. Inoltre, è noto che divenne regina principale di Merenra I al momento della morte di Pepi I, suo primo marito. Nel 1999/2000, degli scavi nel suo tempietto funerario a Saqqara portarono alla luce vari blocchi di pietra con l'iscrizione di un titolo reale precedentemente ignoto in riferimento a lei:
<< [La] Sposa del Re-della Piramide di Pepi I, Sposa del Re-della Piramide di Merenra [I], Madre del Re-della Piramide di Pepi II >>
Il tempietto fu chiaramente terminato sotto Pepi II, dato il riferimento a lui. L'iscrizione indica chiaramente che dopo la morte del primo marito, Ankhesenpepi II andò in sposa a Merenra, figlio di sua sorella.
Quando suo figlio Pepi II ascese il trono, Ankhesenpepi II assunse i titoli di Madre del Duplice Re Menankh Neferkara, Madre del Re-di Menankh Neferkara, Madre del Re.

## Mummia e sepoltura
La piramide di Ankhesenpepi II a Saqqara fu oggetto di scavi nel 1998. Gli studi rivelarono che la camera sepolcrale nella piramide conteneva il primo esempio conosciuto di Testi delle piramidi inscritti nella tomba di una regina. I testi si riferiscono a lei come regina madre, quindi il complesso è da ascrivere al regno del figlio.
La camera sepolcrale fu esplorata già nel 1963, col rinvenimento dei resti appartenenti, verosimilmente, a una regina. La tomba risultò violata e la mummia, in parte nel sarcofago di grovacca e in parte fuori, era incompleta. Le ossa superstiti appartengono a una donna di mezz'età. Inoltre, l'archeologo Audran Labrousse trovò statuette, vasi, un telaio e stele rituali.